# Нокс (округ, Теннессі)
Шаблон:StateAbbr_ 35°59′ пн. ш. 83°56′ зх. д. / 35.99° пн. ш. 83.94° зх. д.
Округ Нокс (англ. Knox County) — округ (графство) у штаті Теннессі, США. Адміністративний центр — місто Ноксвілл. Ідентифікатор округу 47093.

## Історія
Округ утворений 1792 року.

## Демографія
За даними перепису 2000 року загальне населення округу становило 382032 осіб, зокрема міського населення було 331983, а сільського — 50049. Серед мешканців округу чоловіків було 184577, а жінок — 197455. В окрузі було 157872 домогосподарства, 100726 родин, які мешкали в 171439 будинках. Середній розмір родини становив 2,92.
Віковий розподіл населення поданий у таблиці:
| Стать    | До 15 років | 15-21 | 22-29 | 30-39 | 40-49 | 50-65 | 65-85 | Понад 85 |
| -------- | ----------- | ----- | ----- | ----- | ----- | ----- | ----- | -------- |
| Чоловіки | 36751       | 20391 | 22526 | 28572 | 28912 | 28566 | 17450 | 1409     |
| Жінки    | 34450       | 20654 | 22209 | 29552 | 30069 | 30965 | 25372 | 4184     |

## Суміжні округи
- Юніон — північ
- Ґрейнджер — північний схід
- Джефферсон — схід
- Сев'єр — південний схід
- Блаунт — південь
- Лаудон — південний захід
- Роун — захід
- Андерсон — північний захід

## Виноски
1. ↑  U.S. Decennial Census. United States Census Bureau. Архів оригіналу за 26 квітня 2015. Процитовано 7 квітня 2015.
2. ↑  Historical Census Browser. University of Virginia Library. Архів оригіналу за 11 серпня 2012. Процитовано 7 квітня 2015.
3. ↑  Forstall, Richard L., ред. (27 березня 1995). Population of Counties by Decennial Census: 1900 to 1990. United States Census Bureau. Процитовано 7 квітня 2015.
4. ↑  Census 2000 PHC-T-4. Ranking Tables for Counties: 1990 and 2000 (PDF). United States Census Bureau. 2 квітня 2001. Процитовано 7 квітня 2015.
5. ↑  State & County QuickFacts. United States Census Bureau. Архів оригіналу за 7 червня 2011. Процитовано 3 грудня 2013.(англ.) Наведено за англійською вікіпедією.
6. ↑  American FactFinder. Бюро перепису населення США. Архів оригіналу за 26 лютого 2012. Процитовано 31 січня 2008.

| США | Це незавершена стаття з географії США. Ви можете допомогти проєкту, виправивши або дописавши її. |